# 甲越川中嶋軍記
『甲越川中嶋軍記』（こうえつかわなかじまぐんき）は、江戸時代後期の草双紙（合巻）。文章は戯作者の柳下亭種員（りゅうかてい たねかず）、画は歌川芳虎。刊行は嘉永3年（1850年）または翌嘉永4年か。

## 出版の背景
草双紙（くさぞうし）は江戸時代中期以降に江戸を中心に出版された絵入り本の総称で、刊行時期や形態により赤本・黒本・黄表紙・合巻などに分類される。合巻はほぼ全頁に渡って絵と平仮名中心の文章が配されたもので、文化4年（1807年）頃に数冊の草双紙を合冊したものを称した。合巻は文化・文政・天保期に山東京伝や曲亭馬琴、柳亭種彦らの書き手が出版し、天保の改革における自粛期を経て激増期を迎えるが、この頃の合巻には読本のダイジェストや乱雑な構成の作品が多いことが指摘される。
『甲越川中嶋軍記』はこの激増期の作品で、草双紙には『信玄一代記』など武田信玄や武田家の軍師とされる山本勘助を主人公とする一群の作品があるが、同時期には嘉永2年刊『川中島軍鑑』、嘉永3年刊『甲越武功伝』、安政6年刊『河中島列戦美談』など川中島ものの合巻が数多く制作された。『甲越川中嶋軍記』は文化6年から文政8年頃に刊行された速水春暁斎作の読本『絵本甲越軍記』を元にしており、川中島における信玄・謙信の一騎討ちを中心としたダイジェストとなっており、文章を配した柳下亭種貞は一般的な「作」「編」を用いずに「訳」を用いている。内容は甲斐・越後間の戦いに重点が置かれており、『絵本甲越軍記』で詳細に記されている晴信（信玄）の初陣や信玄の父信虎の追放などについては簡略化されている。

## 作者・画工
作者の柳下亭種員（1807年-1858年）は嘉永・安政期に40点ほどの合巻や読本を記しており、画工の歌川芳虎（生没年不詳）は国芳門下で、天保終期から幕末・明治期に錦絵や合巻を多く手がけている。画に関して、『絵本甲越軍記』では各巻に数葉ずつ挿絵があるが、『甲越川中嶋軍記』では共通する場面は少なく、画工の芳虎は『絵本甲越軍記』を参照していなかったものと考えられている。
現存している諸本には山梨県立博物館所蔵「甲州文庫」に全五巻が収蔵されるが、うち一巻は『甲越武功伝』が混入している。版元は不明。寸法は縦18.1センチメートル、横12.0センチメートルの中本。

## 一騎討ちの描写
著名な川中島の戦いにおける一騎討ちの場面について、武田側から記した『甲陽軍鑑』『武田三代軍記』では信玄は床几に座して軍配で上杉謙信の太刀を受け止めたとするのに対し、上杉側から記した『北越軍記』等では両者は川の中で戦ったとしている。
この一騎討ちの場面について『甲越川中嶋軍記』では文章において両軍は川の中で戦ったと記しているに対し画では床几に座した信玄が軍配で謙信の太刀を受け止める様子が描かれており、混乱が生じている。こうした混乱が生じた背景には当時、浮世絵など一騎討ちの画題では信玄が床几に座した構図が定型化しており、一方の文章においてはリアリティを重視して川の中で戦ったとする説を採った可能性が考えられている。